# Киевский погром (1945)
Киевский погро́м (евре́йский погро́м в Киеве) — последний еврейский погром на Украине и в СССР, массовые противоправные действия антисемитской направленности, произошедшие в Киеве 7 сентября 1945 года. Количество жертв — 5 погибших и 36 госпитализированных.

## Предыстория
Киев был освобождён 6 ноября 1943 года. В 1940 году в Киеве жило приблизительно 930 тысяч человек. До 1941 года евреи составляли около 25 процентов населения города. К моменту освобождения число жителей сильно сократилось, как вследствие массовых казней евреев в сентябре 1941, так и голода и вывоза «остарбайтеров» на каторжные работы. В конце 1943 году количество населения составляло около 180 тысяч человек.
Немецкая оккупация привнесла в общественную психику элемент вседозволенности по отношению к евреям. На протяжении 1941—1944 годов местное население подвергалось интенсивному воздействию немецкой пропагандистской машины. Эта пропаганда велась на страницах оккупационных украиноязычных газет, часто уже после уничтожения основной массы евреев данной области. Сотни и тысячи человек, живших на Украине в период оккупации, были свидетелями зверских расправ нацистов над евреями, в которых зачастую принимало участие и местное население.
Частью жителей Украины возвращение евреев из эвакуации воспринималось как нечто ненатуральное, нарушавшее сложившийся новый баланс на освобождённой территории и ставившее под угрозу отчуждения захваченную ими собственность. На Украине экономическая ситуация после освобождения была крайне тяжёлой, в стране действовала карточная система распределения продуктов питания, при которой рынки и базарные площади стали основным местом отоваривания городского населения. Почти полное отсутствие товаров и предметов первой необходимости в государственной торговле и наличие лимитированной карточной системы привело к бурному развитию «чёрного рынка», где продукты питания, одежда и утварь продавались по астрономическим ценам. В такое время, согласно традиционным представлениям, наживались только евреи.
Вторым важным фактором, определившим напряжённый характер отношений с евреями в 1944—1946 годы, стал острейший жилищный кризис.
Нехватка жилья на многие десятилетия определила стиль жизни в Советском Союзе. Военные разрушения увеличили масштабы жилищной проблемы: во многих городах от одной трети до половины жилья было уничтожено, или в результате военных действий, или как преднамеренные действия воюющих сторон.
Ускоренный процесс развития городов, в первую очередь Киева, создал ещё большие трудности. Большей частью обычная семья имела одну комнату в коммунальной квартире, люди были вынуждены жить в полуподвалах и лачугах.
Квартиры, в которых евреи жили до войны, в период оккупации были заняты, иногда евреи, после бесплодных попыток вселиться при возвращении в свои киевские квартиры, были вынуждены искать жильё в других городах, в провинции, или даже возвращаться в Среднюю Азию. Обратное вселение, в случае, если оно было удачным, сопровождалось резкими антисемитскими манифестациями. Формально преимущества были на стороне прежнего владельца жилой площади, но не все могли их реализовать: наличие ордера на вселение не всегда гарантировало возврат квартиры. Подобная ситуация создавала почву для конфликтов между теми, кто выдвигал претензии на свои бывшие квартиры, и лицами, занявшими это жильё в период оккупации. Имущество (мебель, посуда, инструменты), принадлежавшее евреям до войны, часто находилось у соседей. Доказать право на довоенную собственность в суде было крайне затруднительно.
В белорусских и украинских местечках дома евреев чаще всего оказывались занятыми их бывшими соседями. Демобилизованные солдаты-евреи находили вещи — свои и своих погибших родных — в домах у бывших коллаборационистов. В адрес местных властей посыпались заявления с требованиями возвратить жильё и имущество. Заявлявшие подчёркивали не только то, что они остались без единой рубахи, но и то, что если их имущественные права не будут восстановлены, то их имуществом и жильём окажутся вознаграждены бывшие полицаи и предатели.
Советские власти взяли за правило возвращать евреям их бывшие квартиры в городах и — хотя бы частично — дома в местечках, но не возвращали прочее имущество, боясь вызвать возмущение неевреев.

## События 4—7 сентября 1945
В сентябре 1945 года в Киеве из-за конфликта на жилищной почве едва не начались массовые выступления против евреев. В одной из квартир на улице Китаевской, вернувшись из эвакуации, поселилась еврейская семья Рыбчинских. Пока хозяев не было, их жилплощадь занимала семья Грабарь. Семью Грабарь по требованию прежних хозяев выселяли из квартиры, причём без предоставления какого-либо жилья. И мать семейства попросила помощи у сына-красноармейца, который немедленно выехал со своим товарищем Мельниковым на помощь семье. Хлопоты бойцов не принесли никакого результата — семью выселяли на улицу. С горя солдаты-гвардейцы зашли в пивную, а выпив, решили выместить накопившуюся злобу. Дальнейшие события излагались в докладе НКГБ УССР:

НКВД Украины — в секретариат ЦК КП(б)У об инциденте в Киеве 4 сентября 1945 г.
05.09.1945
Секретно
Секретарю ЦК КП(б) Украины
тов. КОРОТЧЕНКО
гор. Киев
СООБЩЕНИЕ
4 сентября, в 17 часов 30 минут сотрудник отдела «Б» НКГБ УССР — ст. лейтенант Розенштейн, проживающий в городе Киеве по Заводской улице, 30, будучи одет в гражданское платье, возвращался из хлебного магазина к себе на квартиру.
В пути он повстречался с находившимися в состоянии опьянения Гвардии рядовым Грабарем и Гвардии младшим сержантом Мельниковым, которые были одеты также в гражданское платье и в город Киев приехали навестить своих родственников как находившиеся в кратковременных отпусках.
Грабарь и Мельников позволили себе в отношении Розенштейна антисемитские высказывания. При завязавшейся на почве этого ссоре последний был избит Грабарём и Мельниковым. Проходившие граждане защитили Розенштейна, и он благополучно дошёл до своей квартиры.
Здесь он надел форму, взял состоявший у него на вооружении пистолет «ТТ» и направился во двор дома матери Грабаря, где в это время находился и Мельников.
Вслед за Розенштейном туда же явилась и его жена.
После кратких взаимообъяснений во дворе указанного дома Розенштейн выстрелом в упор тяжело ранил Грабаря и вторым выстрелом убил его, а затем выстрелом в упор убил Мельникова и бросился бежать.
На место происшествия явился проходивший вблизи уч[астковый] уполномоченный 10-го отделения милиции Пузанков с милиционером. Последний при помощи подоспевшего на выстрелы офицера — мл. лейтенанта Кудака — организовал преследование Розенштейна, задержал его, обезоружил и доставил в отделение милиции.
На крики матери убитого Грабаря стихийно собралась большая толпа народа, из которой слышались антисемитские возгласы. Некоторые лица из толпы набросились на жену Розенштейна и случайно проходившего гр-на Спектора и тяжело избили их.
Явившимся на место происшествия работникам 10-го отделения милиции толпа оказала противодействие, не разрешая увезти трупы убитых, а также забрать пострадавших Спектора и жену Розенштейна.
Быстро прибывшим по вызову нарядом конной милиции порядок был восстановлен, и толпа разошлась по своим местам.
Трупы убитых: Гвардии рядового Грабаря Ивана Захаровича, 1922 г. р., украинца, и Гвардии мл. сержанта Мельникова Николая Александровича, 1922 г.р., украинца, — доставлены в морг Октябрьской больницы.
Для оказания медпомощи пострадавшие жена Розенштейна и гр. Спектор доставлены в ту же больницу. Последние находятся в тяжёлом состоянии. Личность Спектора устанавливается.
Ст. лейтенант Розенштейн Иосиф Давидович, 1912 г.р., по национальности еврей, беспартийный, работает в отделе «Б» НКГБ УССР в качестве старшего радиооператора, передан в НКГБ УССР.
Следствие по делу принято к производству НКГБ УССР.
Заместитель народного комиссара внутренних дел УССР
ЛОБУРЕНКО
Нападения повторились 7 сентября, в день похорон. Людей собралось огромное количество, пришли даже те, кто едва слышал о случившемся. Все желали собственными глазами убедиться, что евреи убивают людей. Процессия двинулась на Лукьяновское кладбище не по прямой дороге, а через центр Киева. Встречавшихся на пути евреев нещадно избивали прямо на улице. Процессия прошла сквозь еврейский базар, громя и сметая всё на своём пути. После погребения отдельные группы воинственно настроенных граждан продолжили избиения. Только когда по городу стали распространяться слухи о готовящемся новом, гораздо более масштабном еврейском погроме, органы заработали… Благодаря милиции более тяжких последствий удалось избежать.
Сообщение НКВД Украины от 08.09.1945:

НКВД Украины — в секретариат ЦК КП(б)У о событиях в Киеве 7 сентября 1945 г.
08.09.1945
г. Киев
Совершенно секретно
Секретарю ЦК КП(б) Украины тов. КОРОТЧЕНКО
№ 1208/сн
СООБЩЕНИЕ
В дополнение к сообщению за № 1 /85/сн от 5 сентября 1945 г. по делу убийства военнослужащих ГРАБАРЯ и МЕЛЬНИКОВА докладываю.
Похороны убитых состоялись 7 сентября. В траурной процессии приняли участие около 300 человек.
Во время движения похоронной процессии от морга Октябрьской больницы до Лукьяновского кладбища имели место следующие проявления.
На углу улицы Пушкинской и бульвара Шевченко не установленные лица из числа участвовавших в процессии нанесли побои двум гражданам еврейской национальности, шедшим навстречу похоронной процессии.
Пострадавшими оказались:
ТОМСКИЙ Виктор Михайлович, работник Комитета по делам искусств, проживающий в гор. Киеве по ул. Михайловской, 24, кв. 16;
ШВАРЦМАН Яков Петрович, работник Областного отдела глухонемых, проживающий — ул. Наливайковская, 1, кв. 2.
При прохождении траурной процессии мимо Галицкого базара группой лиц были нанесены побои служащему базарной конторы — МАРКОВУ Иосифу Мейлеховичу, 1886 г.р., проживающему по ул. Глубочицкой, 81, кв. 23.
Принятыми мерами со стороны работников органов НКВД, сопровождавших процессию, в целях пресечения возникавших эксцессов один из участников избиения был задержан, который оказался:
САЛАЦКИЙ Геннадий Адамович, 1923 г.р., русский, беспартийный, демобилизованный по болезни из Красной Армии, в г. Киеве находился проездом как следующий по месту жительства в г. Чкалов.
При прохождении по Дмитриевской улице шедшие за гробом лица, заметив смотревшего в окно гражданина, по национальности еврея, забросали окно камнями.
Из числа участников данного инцидента была задержана гр. ПОПТАЛО Мария Трофимовна, однако группа военных и гражданских лиц воспрепятствовала её изъятию, избив при этом случайно проходившего еврея.
Учитывая возбуждённое состояние отдельных слоёв населения города вследствие распространения ложных слухов и агитации, направленной против лиц еврейской национальности, нами усилена патрульная служба по городу, причём особое внимание уделено базарам, местам скопления публики и месту жительства родственников убитых ГРАБАРЯ и МЕЛЬНИКОВА.

Народный комиссар внутренних дел УССР РЯСНОЙ
Евреи Украины с опаской встретили сообщения об этнических столкновениях в Киеве, что породило самые фантастические слухи о случившемся, примером чего может служить т. н. «Письмо бывших евреев-фронтовиков И. В. Сталину», составленное четырьмя активистами в октябре 1945 года. В тексте они эмоционально пересказывали слухи о Киевском погроме. С фактической стороной дела авторы были явно незнакомы: неверно названо звание погибшего, обстоятельства убийства и столкновений во время похорон:

БЫВШИЕ ФРОНТОВИКИ-ЕВРЕИ — И. В. СТАЛИНУ, Л. П. БЕРИИ, П. Н. ПОСПЕЛОВУ О ПОТВОРСТВЕ УКРАИНСКИХ ВЛАСТЕЙ АНТИСЕМИТИЗМУ
Сентябрь 1945 г.
…Слово «жид» или «бей жидов» — излюбленный лозунг немецких фашистов, украинских националистов и царских черносотенцев, — раздаётся на улицах столицы Украины, в трамваях и троллейбусах, в магазинах, на базарах и даже в некоторых советских учреждениях… В первых числах сентября с.г. на одного еврея, майора НКВД УССР, посреди улицы напали два антисемита в военной форме и после нанесения ему оскорблений тяжко избили его. Не выдержав всех этих издевательств и, видимо, морально тяжело переживая за всё то, что переживают сейчас в Киеве все евреи… майор, находясь в состоянии аффекта, убил из револьвера двух антисемитов. Этот выстрел послужил к началу еврейского погрома. Похороны антисемитов были особо организованы. Их проносили по особо многолюдным улицам, а затем процессия направилась на еврейский базар. Эта процессия была манифестация погромщиков. Началось избиение евреев. За один день было избито до 100 евреев, причём 36 из них были отвезены в тяжёлом состоянии в больницы г. Киева, и пять из них в тот же день умерли. Попутно пострадало несколько русских человек, которые своей внешностью были очень похожи на евреев, и погромщики их избивали наравне с евреями. После этих событий атмосфера в городе Киеве стала ещё более накалённой. Погромщики начали подготавливать погром ещё более солидный, вполне достойный масштабов столицы, но местные органы пока предотвратили это. Была установлена охрана синагоги, еврейского театра, еврейского базара и т. д… 
Трибунал НКВД Украинского округа приговорил Розенштейна к высшей мере наказания, а всех коммунистов, подписавшихся под письмом Сталину, вскоре арестовали.
На заседании Военного Трибунала войск НКВД Украинского округа учитывались разные обстоятельства этого противоречивого дела, в том числе и такое мнение, озвученное в письме заместителя заведующего оргинструкторским отделом ЦК Алидина: «Из толпы были слышны возгласы: „Всё равно замажете это дело и освободите убийцу“». 1 октября 1945 года трибунал, на основании пункта 2 постановления ЦИК СССР от 7 июля 1934 года, приговорил И. Розенштейна к высшей мере наказания. Он был расстрелян, но без конфискации имущества — мера, означавшая хоть какую-то защиту для его семьи.